# Граф Мелвилл

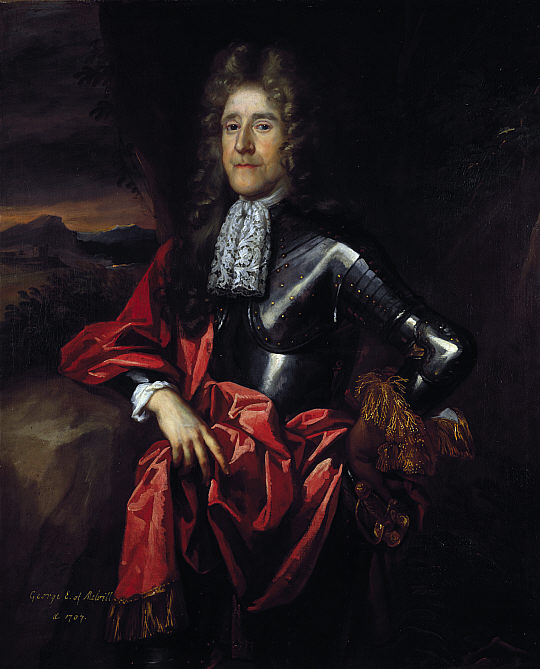
Джордж Мелвилл, 1-й граф Мелвилл (1636—1707)

Граф Мелвилл (англ. Earl of Melville) — наследственный титул в системе Пэрства Шотландии.

## История
Титул графа Мелвилла был создан в 1690 году для шотландского военного и государственного деятеля Джорджа Мелвилла, 4-го лорда Мелвилла (1636—1707). Вместе с графским титулом он получил титулы лорда Рэйта, Монимэйла и Балвери и виконта Керкодли (Пэрство Шотландии). Он был женат на Кэтрин Лесли, дочери Александра Лесли, лорда Балгони, и внучке Александра Лесли, 1-го графа Ливена. В 1707 году после смерти 1-го графа Мелвилла графский титул унаследовал его третий сын Дэвид Мелвилл, 2-й граф Мелвилл (1660—1728). В 1681 году он унаследовал титул 3-го графа Ливена. С этих пор титулы графов Ливена и Мелвилла стали объединены.
В 1616 году для Роберта Мелвилла (1547—1621) был создан титул лорда Мелвилла из Монимэйла (пэрство Шотландии). Ему наследовал его сын Роберт Мелвилл, 2-й лорд Мелвилл (ум. 1635). Лорд Мелвилл скончался бездетным, и его преемником стал его двоюродный дядя, Джон Мелвилл, 3-й лорд Мелвилл (ум. 1643), внук Джона Мелвилла, старшего брата 1-го лорда Мелвилла. Его преемником стал его сын, вышеупомянутый Джордж Мелвилл, 4-й лорд Мелвилл (1660—1728), который получил титул графа Мелвилла в 1690 году.

## Лорды Мелвилл (1616)
- 1616—1621: Роберт Мелвилл, 1-й лорд Мелвилл (1547—1621), сын сэра Джона Мелвилла (ум. 1547)
- 1621—1635: Роберт Мелвилл, 2-й лорд Мелвилл (ум. 9 марта 1635), сын предыдущего
- 1635—1643: Джон Мелвилл, 3-й лорд Мелвилл (ум. 22 мая 1643), сын Джона Мелвилла (ум. 1626), внук Джона Мелвилла (ум. 1605) и правнук сэра Джона Мелвилла (ум. 1548), старшего брата 1-го лорда Мелвилла
- 1643—1707: Джордж Мелвилл, 4-й лорд Мелвилл (1636 — 20 мая 1707), сын предыдущего, граф Мелвилл с 1690 года.

## Графы Мелвилл (1690)
- 1690—1707: Джордж Мелвилл, 1-й граф Мелвилл (1636 — 20 мая 1707), сын Джона Мелвилла, 3-го лорда Мелвилла
- 1707—1728: Дэвид Мелвилл, 3-й граф Ливен, 2-й граф Мелвилл (5 мая 1660 — 6 июня 1728), третий сын предыдущего
- 1728—1729: Дэвид Лесли, 4-й граф Ливен, 3-й граф Мелвилл (17 декабря 1717 — июнь 1729), сын Джорджа Лесли, лорда Балгони (1695—1721) и внук предыдущего
- 1729—1754: Александр Лесли, 5-й граф Ливен, 4-й граф Мелвилл (ок. 1696 — 2 сентября 1754), второй (младший) сын 3-го графа Ливена
- 1754—1802: Дэвид Лесли, 6-й граф Ливен, 5-й граф Мелвилл (4 мая 1722 — 9 июня 1802), единственный сын предыдущего от первого брака
- 1802—1820: Александр Лесли-Мелвилл, 7-й граф Ливен, 6-й граф Мелвилл (7 ноября 1749 — 22 февраля 1820), старший сын предыдущего
- 1820—1860: Дэвид Лесли-Мелвилл, 8-й граф Ливен, 7-й граф Мелвилл (22 июня 1785 — 8 октября 1860), старший сын предыдущего
- 1860—1876: Джон Торнтон Лесли-Мелвилл, 9-й граф Ливен, 8-й граф Мелвилл (18 декабря 1786 — 9 сентября 1876), второй сын 7-го графа Ливена
- 1876—1889: Александр Лесли-Мелвилл, 10-й граф Ливен, 9-й граф Мелвилл (11 января 1817 — 22 октября 1889), старший сын предыдущего от первого брака
- 1889—1906: Рональд Рутвен Лесли-Мелвилл, 11-й граф Ливен, 10-й граф Мелвилл (19 декабря 1835 — 21 августа 1906), старший сын 9-го графа Ливена от второго брака
- 1906—1913: Джон Дэвид Мелвилл, 12-й граф Ливен, 11-й граф Мелвилл (5 апреля 1886 — 11 июня 1913), старший сын предыдущего
- 1913—1947: Арчибальд Александр Лесли-Мелвилл, 13-й граф Ливен, 12-й граф Мелвилл (6 августа 1890 — 15 января 1947), второй сын 11-го графа Ливена
- 1947—2012: Александр Роберт Лесли-Мелвилл, 14-й граф Ливен, 13-й граф Мелвилл (13 мая 1924 — 7 апреля 2012), старший сын предыдущего
- 2012 — настоящее время: Александр Иэн Лесли-Мелвилл, 15-й граф Ливен, 14-й граф Мелвилл (род. 29 ноября 1984), единственный сын Дэвида Александра Лесли-Мелвилла, лорда Балгони (1954—2007) и внук 14-го графа Ливена
  - Наследник: достопочтенный Арчибальд Рональд Лесли-Мелвилл (род. 15 сентября 1957), младший (второй) сын 14-го графа Ливена, дядя предыдущего.